# Сан-Мигел-де-Алкаинса
Сан-Мигел-де-Алкаинса (порт. São Miguel de Alcainça)  —  район (фрегезия) в Португалии,  входит в округ Лиссабон. Является составной частью муниципалитета  Мафра. Находится в составе крупной городской агломерации Большой Лиссабон. По старому административному делению входил в провинцию Эштремадура. Входит в экономико-статистический  субрегион Большой Лиссабон, который входит в Лиссабонский регион. Население составляет 1 764 человек на 2011 год. Занимает площадь 6,92 км².
Покровителем района считается Архангел Михаил (порт. São Miguel). 